# Bīdestān (ort i Qazvin)
Bīdestān (persiska: بیدستان) är en ort i Iran.   Den ligger i provinsen Qazvin, i den nordvästra delen av landet, 130 km nordväst om huvudstaden Teheran. Bīdestān ligger 1 291 meter över havet och antalet invånare är 20 110.
Terrängen runt Bīdestān är platt åt sydväst, men åt nordost är den kuperad.Runt Bīdestān är det ganska tätbefolkat, med 108 invånare per kvadratkilometer. Närmaste större samhälle är Qazvin, 11,5 km väster om Bīdestān. Trakten runt Bīdestān består till största delen av jordbruksmark.